# Gerald Regan
Gerald Augustine Regan PC QC (* 13. Februar 1928 in Windsor, Nova Scotia; † 26. November 2019) war ein kanadischer Jurist und Politiker der Liberalen Partei Kanadas, der unter anderem Premierminister von Nova Scotia sowie einige Jahre Abgeordneter des Unterhauses sowie zeitweilig Bundesminister war.

## Leben

### Rechtsanwalt, Abgeordneter und Premierminister von Nova Scotia
Nach dem Schulbesuch absolvierte Regan ein Studium der Rechtswissenschaften, das er mit einem Bachelor of Laws (LL.B.) beendete. Im Anschluss nahm er eine Tätigkeit als Rechtsanwalt, Barrister und Solicitor auf, wobei er sich insbesondere auf das Handelsrecht spezialisierte.
Nachdem er sich bei der Unterhauswahl vom 18. Juni 1962 für die Liberale Partei im Wahlkreis Halifax erstmals ohne Erfolg für ein Mandat im Unterhaus beworben hatte, wurde Regan bei der Unterhauswahl am 6. April 1963 in diesem Wahlkreis zum Abgeordneten in das Unterhaus gewählt und gehörte diesem für eine Legislaturperiode bis zur Wahl am 8. November 1965 an.
Am 30. Mai 1967 wurde Regan, der vom 24. Juli 1965 bis 1980 Vorsitzender der Nova Scotia Liberal Party war, als Mitglied in das Abgeordnetenhaus von Nova Scotia gewählt und vertrat in diesem dreizehn Jahre lang bis 1980 den Wahlkreis Halifax Needham.
Nachdem er von 1967 bis 1970 Führer der Opposition war, gewann er 1970 mit der Nova Scotia Liberal Party bei der Wahl vom 13. Oktober 1970 23 der 46 Sitze im Abgeordnetenhaus Nova Scotias und wurde daraufhin am 28. Oktober 1970 als Nachfolger von George Isaac Smith neuer Premierminister von Nova Scotia. In dieser Funktion führte er seine Partei zum Sieg bei der Wahl am 2. April 1974, bei der die Liberale Partei 31 der 46 Mandate gewann.
Bei der darauf folgenden Wahl am 19. September 1978 erlitt er jedoch einen Wahlverlust, bei dem seine Partei nur noch 17 Sitze bekam, während die bisher zweitplatzierte Progressive Conservative Association of Nova Scotia mit 31 Sitzen die Mehrheit bekam. Am 4. Oktober 1978 musste Regan das Amt des Premierministers an den Spitzenkandidaten der Progressiv-Konservativen, John Buchanan, abtreten und übernahm in der Folgezeit noch einmal bis 1980 das Amt des Oppositionsführers.

### Unterhausabgeordneter und Bundesminister
Bei der Unterhauswahl vom 18. Februar 1980 wurde Regan erneut im Wahlkreis Halifax zum Abgeordneten in das Unterhaus gewählt, verlor diesen Sitz jedoch bereits bei der darauf folgenden Wahl am 4. September 1984.
Am 3. März 1980 wurde er von Premierminister Pierre Trudeau erstmals in das 22. kanadische Kabinett berufen und war zunächst bis zum 21. September 1981 Arbeitsminister sowie zugleich erst Staatsminister für Sport und dann seit dem 5. März 1980 bis zum 29. September 1982 Minister für den Amateursport. Am 22. September 1981 übernahm er das Amt des Staatssekretärs für Kanada und bekleidete dieses ebenfalls bis zum 29. September 1982, ehe er anschließend bis zum 6. Dezember 1983 Staatsminister für internationalen Handel war. Nach einer Ressortneugestaltung war er zwischen dem 7. Dezember 1983 bis zum Ende von Trudeaus Amtszeit am 29. Juni 1984 als Minister für internationalen Handel wieder Mitglied des Bundeskabinetts. Zugleich fungierte er vom 25. Februar 1981 bis 1984 im Kabinett auch als geschäftsführender Regionalminister für Prince Edward Island.
In der von Trudeaus Nachfolger John Turner gebildeten 23. kanadischen Regierung war Regan vom 30. Juni bis zum 16. September 1984 Minister für Energie, Bergbau und Ressourcen.
Regans Schwiegervater John Hornby Harrison war ebenfalls acht Jahre Unterhausabgeordneter, während Regans Sohn Geoff Regan mit einer Unterbrechung seit 1993 Abgeordneter des Unterhauses ist und zwischen 2003 und 2006 Minister für Fischerei und Ozeane war.